# Nuestra Señora de la Soledad de la Portería
Nuestra Señora de la Soledad de la Portería es una imagen de la Virgen María venerada en la parroquia de san Francisco de Asís y santuario mariano de Nuestra Señora de la Soledad en la ciudad de Las Palmas de Gran Canaria en la isla de Gran Canaria.
Es una de las imágenes más veneradas de la ciudad de Las Palmas de Gran Canaria. Es la única dolorosa coronada canónicamente en el archipiélago canario con rango pontificio y la única imagen de la Virgen María en la diócesis de Canarias (que engloba a la provincia de Las Palmas) que ha recibido la coronación canónica de dicho rango, así como la sexta del archipiélago en general. Su procesión del retiro y silencio es una de las procesiones más importantes de la ciudad.

## Historia

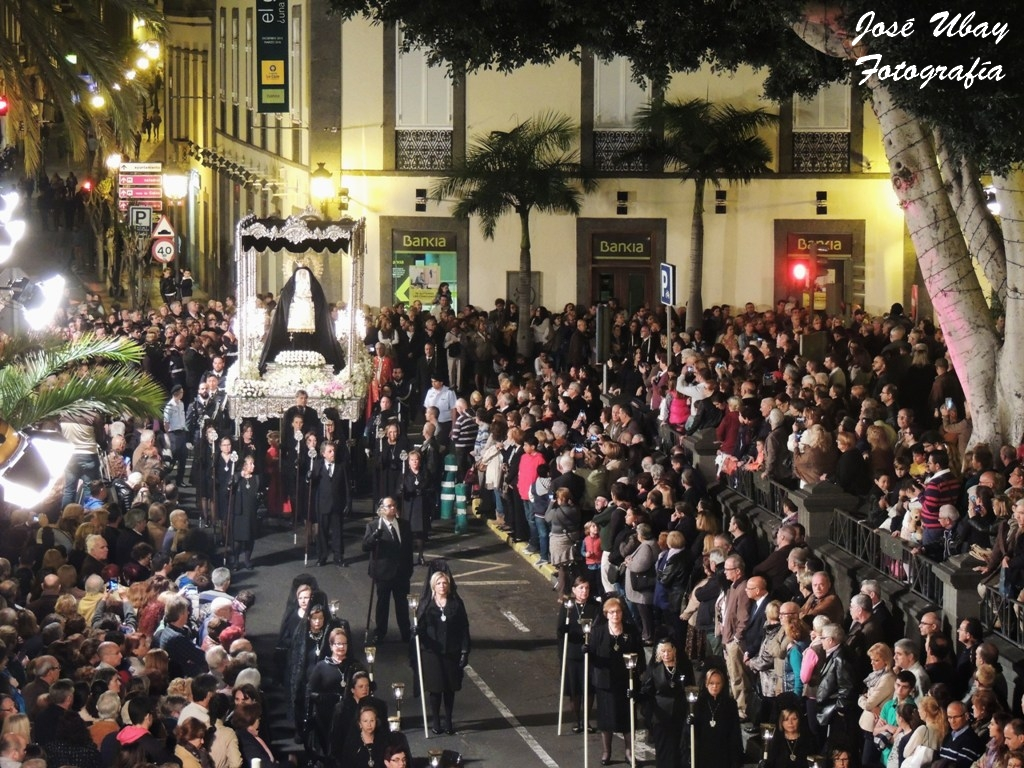
Salida Procesional de Nuestra Señora de la Soledad de la Portería.Las Palmas de Gran Canaria. Viernes Santo, 25 de marzo de 2016.

Existieron otras dos imágenes anteriores que desaparecieron. La actual talla de la Virgen es de autor desconocido, datada en el siglo XVII. Según el historiador José Miguel Alzola es una obra encargada por Marcos Sánchez, mayordomo de la cofradía, y añade que la original pudo ser destruida, probablemente, en el incendio al convento de San Francisco provocado por las tropas de Pieter van der Does en 1599. Otros historiadores como Domingo J. Navarro o Eduardo Benítez Inglott, argumentan que la imagen original y primigenia de la Virgen de la Soledad fue un regalo de la reina Isabel la Católica para el convento de san Francisco de Asís de Las Palmas de Gran Canaria.

### Posible regalo de la reina Isabel la Católica
Poco después de la incorporación de Gran Canaria a la Corona de Castilla bajo el reinado de don Fernando y doña Isabel la Católica, se instituyeron en la isla de Gran Canaria los conventos de san Francisco de Asís de la Orden franciscana y de san Pedro Mártir de la Orden predicadora. Es decir, la Semana Santa en Las Palmas de Gran Canaria, es de origen indiscutiblemente frailero, comenzando los cultos de esta semana mayor con la devoción a la Virgen de la Soledad, llamada actualmente y desde aquellos tiempos Virgen de la Portería, y debió adquirir su advocación de Virgen de la Soledad a partir del último tercio del siglo XVI, cuando fue introducida en España por la reina Isabel de Valois, mujer de Felipe II de España.
Se debe al principio de las salidas de las procesiones en la ciudad a las comunidades religiosas franciscanas. El santo entierro organizado por los frailes franciscanos con la imagen de la Virgen de la Soledad que se hallaba en el convento de san Francisco de Asís con autorización de los Reyes Católicos y facultada por el papa Inocencio VIII fundador de los conventos en Granada e Islas Canarias, es presumible que la reina Isabel enviará la imagen a los religiosos, habitantes guardianes del primer convento erigido en territorio canario con plena jurisdicción real. Observadores de aquellos tiempos aseguran dos versiones respecto a la Virgen de la Soledad: una de que el traje de la Virgen es el de las damas castellanas del siglo XV, y otra, en el acentuado parecido de las facciones de la imagen con las de la reina Isabel la Católica, según se revela su comparación en la abundante iconografía de la reina Isabel.
El papa san Juan XXIII, ratificaba este dato en la bula de la coronación canónica pontificia de Nuestra Señora de la Soledad de la Portería:
Opinan los historiadores de aquella región que la citada imagen fue un regalo de la reina Isabel de Castilla al convento franciscano.
Lo cierto es que no existe prueba documental que confirme la donación real de la imagen.

### Las otras imágenes de la Virgen
La segunda imagen fue obra de un artesano local desconocido. Estuvo expuesta al público unos treinta años, hasta que don Marcos Sánchez hizo el encargo de la última y definitiva imagen de la Virgen, que es la que se venera hoy en la Iglesia de San Francisco. La tercera imagen se atribuye a Martín de Andújar Cantos que tenía su taller en Garachico, Tenerife, cuando se decidió encargarle la nueva escultura. A finales del siglo XIX la imagen fue sometida a una minuciosa restauración por don Arsenio de las Casas que estudió cuidadosamente la efigie y elaboró una réplica en tamaño pequeño que custodió durante mucho tiempo la familia Alzola y actualmente pertenece al patrimonio parroquial por deseo expreso de don José  Alzola, último propietario de ésta.

## Hitos históricos de la Virgen
- Siglo XVI: Llegada de la imagen original a la ciudad de Las Palmas. Es venerada en la portería del convento de san Francisco de Asís de dicha ciudad.
- 1587: Fray Melchor de Alarcón funda la primitiva Cofradía de la Virgen de la Soledad mediante bula pontificia del Papa Sixto V. La fundación de carácter pontificio de la cofradía fue ratificado por el Beato Papa Juan XXIII en la bula pontificia de la coronación de la Virgen.
- 1599: Las tropas del pirata Pieter van der Does atacan la ciudad de Las Palmas e incendian el convento de San Francisco. Se cree que en este incidente desaparece la imagen original de la Virgen.[7]
- 1636: La Cofradía de la Soledad de la Portería, incorporó como devoción titular al santo entierro de Cristo, san Juan Evangelista y santa María Magdalena.
- 1761: Fueron renovados por primera vez los estatutos de la primitiva cofradía de Nuestra Señora de la Soledad, según la petición formalmente hecha por Estanislao de Lugo, gobernador y provisor del obispado de Canarias.
- 1761: Se instaura la novena cuaresmal de Nuestra Señora de la Soledad.
- 1842: 22 de agosto, Festividad de Santa María, Reina. La Virgen es trasladada de la portería conventual al interior del templo parroquial.
- 1848: San Antonio María Claret predica del 5 al 14 de abril la novena de Nuestra Señora de la Soledad
- 1849: Por segunda vez, san Antonio María Claret predica la novena de Nuestra Señora de la Soledad del 23 de marzo al 2 de abril.
- 1854: Se funda la Real Archicofradía Sacramental del Santo Entierro de Cristo, que fue la misma cofradía de la Virgen de la Soledad de la Portería, pero con la titularidad del Cristo difunto.
- 1854: Declaración oficial de Santuario Mariano de Nuestra Señora de la Soledad.[3]
- 1854: El templo mariano, siendo párroco don Matías Padrón Fernández, fue el gran protagonista en la diócesis de Canarias de los actos celebrados para festejar el dogma de la Inmaculada Concepción de la Santísima Virgen por Pío IX.[10]
- 1873: La Cofradía de Nuestra Señora de la Soledad es renovada y elevada a rango canónico por segunda vez.
- 1939: Sale en rogativa por aclamación popular y por mandato del obispo de la diócesis, Antonio Pildain para que finalice la Segunda Guerra Mundial.
- 1962: El 19 de diciembre el papa san Juan XXIII concede la coronación canónica de la Virgen, convirtiéndola así en la única imagen de María en su dolor en la diócesis de Canarias que ha recibido la coronación canónica de rango pontificio.
- 1964: Por mandato del san Juan XXIII y tal como expresaba el mismo pontífice en la bula de la coronación "...en atención a la mucha devoción que le profesa la ciudad" fue coronada canónicamente en el pórtico de la catedral de Canarias; convirtiéndose así en la única imagen de la Virgen en su dolor coronada canónicamente con rango pontificio en todo el archipiélago canario. Además es la sexta imagen coronada canónicamente en el archipiélago canario en general y la tercera de la isla de Gran Canaria.
- 1985: La reina Sofía de Grecia, aceptó ser la camarera mayor de Nuestra Señora de la Soledad de la Portería.
- 1988: Es en esta fecha cuando se considera fundada la actual cofradía.[11] El 8 de diciembre la cofradía pasó a ser reconocida como Archicofradía, asumiendo el título concedido por el papa Pío IX, por ser la primitiva cofradía la más antigua de las cofradías marianas de pasión del archipiélago canario.[1]
- 1989: El 19 de marzo de 1989, se cumple el XXV aniversario de la coronación canónica pontificia de la Virgen y tiene lugar la apertura del año santo jubilar.
- 1990: El 19 de marzo de 1990, se traslada a la Virgen de la Soledad a la Catedral de Canarias. Ese día se clausura el año santo jubilar.
- 1996: El 5 de octubre, con motivo del 175 aniversario de la creación del convento de san Francisco de Asís en parroquia, la Virgen de la Soledad y san Francisco de Asís realizan una salida extraordinaria.
- 2007: Fue concedida a la archicofradía por el ayuntamiento de la ciudad de Las Palmas de Gran Canaria, la medalla de plata de la ciudad.[1]
- 2011: Se celebra el 250 aniversario de la instauración del novenario cuaresmal de la Virgen de la Soledad.
- 2013: El martes, 19 de marzo tiene lugar la apertura del año santo jubilar con motivo del L aniversario de la coronación canónica pontificia de la Virgen de la Soledad.
- 2014: El 19 de marzo, se celebra el cincuenta aniversario de su coronación pontificia. Teniendo lugar el 17 de marzo un pregón a cargo del obispo de la Diócesis de San Cristóbal de La Laguna o de Tenerife, Bernardo Álvarez Afonso.[12]

## Devoción de san Antonio María Claret a la Virgen de la Soledad

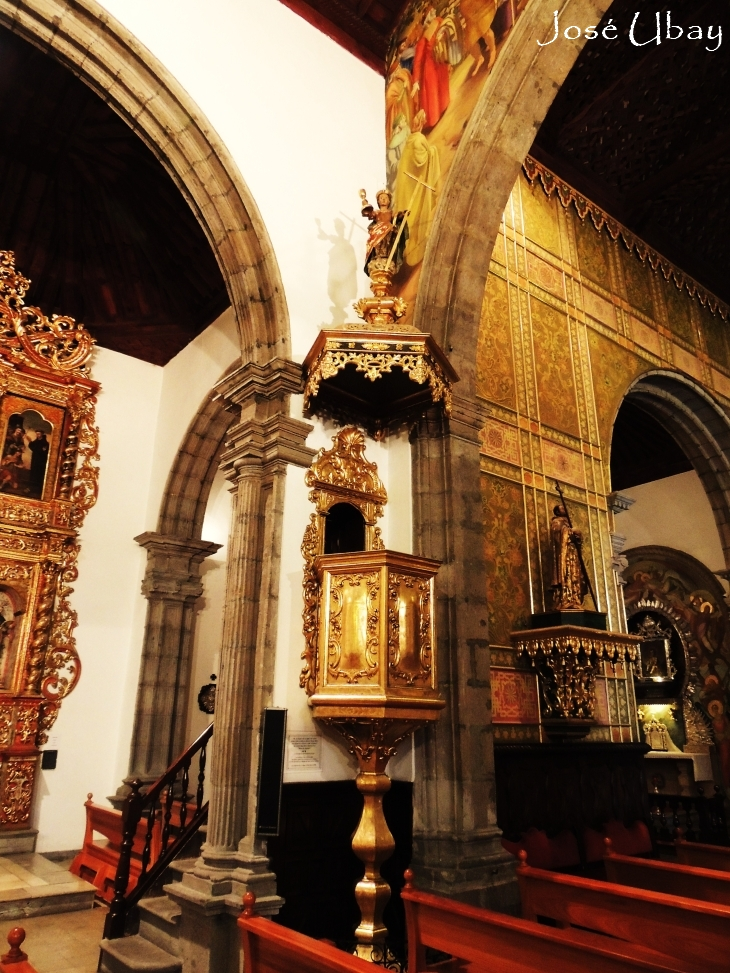
Púlpito del desde donde predicó las Novenas de Nuestra Señora de la Soledad en 1848 y 1849, san Antonio María Claret.

En 1848, san Antonio María Claret predica la "Misión" en la parroquia de san Francisco de Asís, y del 5 al 14 de abril predica en el solemne novenario de Nuestra Señora de la Soledad ante más de 5.927 personas.
Al siguiente año en 1849 y debido a su devoción a la Virgen, del 23 de marzo al 2 de abril predica nuevamente la "Misión" en el novenario cuaresmal de Nuestra Señora de la Soledad, la novena de la Virgen puso fin a la santa misión en Gran Canaria.
Un párrafo del relato del claretiano Federico Gutiérrez Serrano nos sitúa escénicamente en aquel momento:
"En la despedida de Gran Canaria y postrado de rodillas ante Nuestra Señora de la Soledad de la Portería, puso en sus manos maternales la abundantísima cosecha conseguida. Himno humilde y gozoso de acción de gracias. Súplica ardiente desde lo más íntimo del alma."
Con motivo de su paso por la parroquia de san Francisco de Asís y santuario de la Virgen, la Pontificia y Real Archicofradía de Nuestra Señora de la Soledad quiso perpetuar memoria de estos dos años, exponiendo una lápida conmemorativa del paso del santo por el santuario mariano de la ciudad de Las Palmas de Gran Canaria.

## Coronación canónica pontificia
Mediante bula firmada por san Juan XXIII, "...y en atención a la mucha devoción que le profesa la ciudad" y con fecha de 19 de diciembre de 1962 fue mandada a coronar por mandato del sumo pontífice, la venerada imagen de Nuestra Señora de la Soledad de la Portería, llevándose a cabo tal mandato papal, el 19 de marzo de 1964 fecha elegida por el obispo de la diócesis, Antonio Pildain y Zapiain gran devoto de la Virgen y quién llevó a efecto la coronación.
El acto de la coronación a la imagen mariana se llevó a cabo un jueves, 19 de marzo de 1964, víspera del Viernes de Dolores, siendo trasladada la venerada imagen a la catedral de Canarias. La coronación fue todo un acontecimiento religioso, social y cultural, el cabildo insular de Gran Canaria acordó ser el padrino de la coronación de la Virgen, le fueron concedidos para ese momento la distinción de capitán general, así como mandaron representación del jefe de Estado y el nuncio apostólico de su santidad.
Es la única coronación canónica de rango pontificio que se ha producido en la diócesis de Canarias (que engloba a la provincia de Las Palmas) y la sexta en el conjunto del archipiélago, tras: La Virgen de Candelaria de Tenerife (León XIII, 1889), la Virgen de las Nieves de La Palma (Pío XI, 1930), la Inmaculada Concepción de Valverde en El Hierro (Pío XII, 1953), la Virgen de los Reyes de El Hierro (Pío XII, 1953) y la Vigen de la Concepción de San Cristóbal de La Laguna en Tenerife (Pío XII, 1954).
Además, la Soledad de la Portería es la tercera imagen mariana coronada canónicamente en la isla de Gran Canaria tras; Nuestra Señora del Pino de Teror (7 de septiembre de 1905) y Nuestra Señora del Rosario de Agüimes (4 de octubre de 1959).
De cara al cincuenta aniversario de su coronación pontificia se celebró un jubileo parroquial, que se inauguró el martes, 19 de marzo de 2013 y que finalizó el 15 de septiembre de 2014.

### Corona de la coronación
La sagrada presea que coronó las sienes de la Virgen de la Soledad el 19 de marzo de 1964 y que luce cada Viernes Santo y en ocasiones extraordinarias es obra del orfebre Manuel Sánchez Jiménez, que la realizó expresamente para este histórico y único acontecimiento vivido en la ciudad de Las Palmas de Gran Canaria. Para la realización de la corona se recibieron cientos de donativos por partes de los devotos de la imagen.
La corona es de oro y a ella se le incorporan valiosas gemas que ya figuraban en el joyero de la Virgen de la Soledad, más otras que fueron donadas por sus devotos. Esta pieza extraordinaria, considerada por muchos orfebres como una pieza de gran valor y la mejor dentro de su especie que se ha realizado en la ciudad. Está inspirada en las grandes coronas de las imágenes marianas andaluzas.

## CCL aniversario de la novena de la Virgen de la Soledad
En el año 1761 tiene lugar la creación del solemne novenario en honor y gloria de Nuestra Señora de la Soledad de la Portería coronada con el rezo de la corona de los siete dolores de la Virgen, el ejercicio de la novena, eucaristía y la salve regina ante la imagen, este culto ha sido el vehículo de la devoción a lo largo de estos últimos doscientos cincuenta años en la ciudad de Las Palmas de Gran Canaria, aunque desde el siglo XVI, cuando la imagen llega a la ciudad ya se le profesaba singular devoción. En el año 2011 se cumplieron los doscientos cincuenta años de la creación de la novena y como culto extraordinario en la novena, el Viernes de Dolores, 15 de abril, tuvo lugar un besamanos extraordinario, rememorando el que tuvo lugar en las fechas de la coronación canónica pontificia de la Virgen en 1964.

## Cultos y salidas procesionales

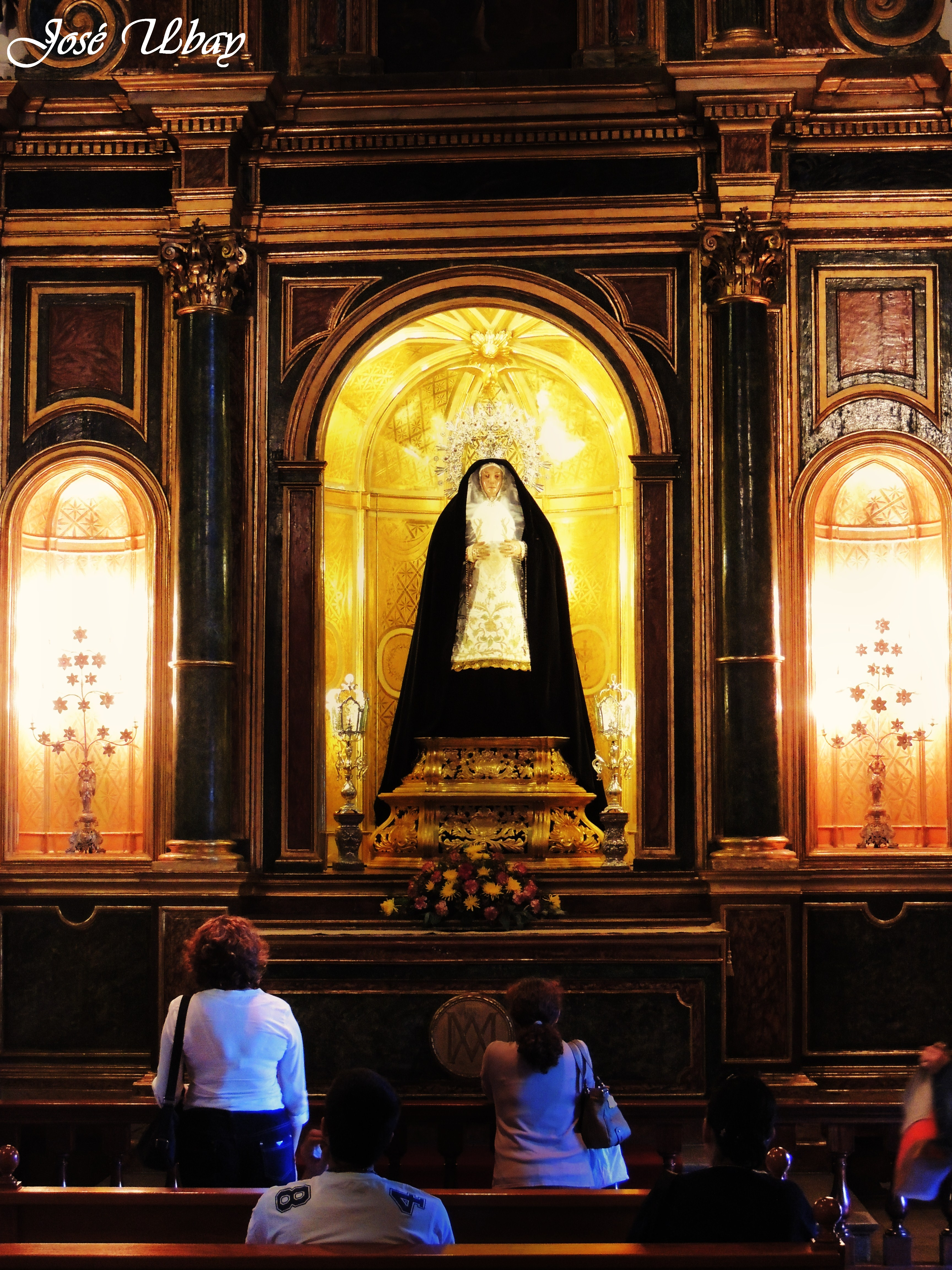
Nuestra Señora de la Soledad recibe a diario la visita de sus cofrades y devotos. La imagen se encuentra en un retablo neoclásico diseñado por José Miguel Luján Pérez.

Todos los viernes del año tiene lugar a las siete de la tarde la eucaristía semanal en honor de la Virgen de la Soledad, culto precedido por el rezo del rosario con los misterios dolorosos, misterios propios de ese día establecido así por la Iglesia católica, al igual que se rezan también cada martes. Al finalizar la eucaristía se canta la salve regina ante la venerada imagen mientras el sacerdote que ha ocupado la sagrada cátedra inciensa a la Virgen en su altar.
Nueve días antes del Viernes de Dolores se consagra en su honor desde 1761 un solemne novenario, siendo el culto más antiguo y de mayor arraigo de la ciudad de Las Palmas de Gran Canaria, donde los cofrades y devotos de la Santísima Virgen de la Soledad asisten a los nueve días del novenario que finaliza el Viernes de Dolores, día en el que tiene lugar la función solemne en honor de la Virgen y el juramento de las reglas de la archicofradía de los nuevos archicofrades.
La oración propia y oficial de la Virgen de la Soledad fue compuesta por el obispo de la diócesis de Canarias, Antonio Pildain y Zapiain:
¡Virgen de la Soledad! Que quisiste de un modo admirable hacer objeto de tus predilecciones a esta ciudad de Las Palmas de Gran Canaria, colmándola de tus bondades desde la portería del humilde convento de San Francisco de Asís en donde fue colocada tu imagen: haz Señora que todos los que te invoquen encuentren en ti y en la comunidad cristiana consuelo y ayuda en las tristezas y penalidades de esta vida; y al salir de este destierro, te encontremos en los umbrales de la eternidad, para que junto a Jesús, tu Hijo y Señor nuestro, seas para todos, verdadera Puerta Celestial.Amén.
Nuestra Señora de la Soledad de la Portería, procesiona cada Viernes Santo, por la tarde en la llamada procesión del Santo Entierro, vulgo Magna Interparroquial, desde la parroquia de san Francisco de Asís, acompañada por la Pontificia y Real Archicofradía de Nuestra Señora de la Soledad de la Portería Coronada de la que es titular y que además fue fundada en 1587 siendo la cofradía mariana de pasión más antigua de Canarias. Al concluir la procesión magna del Santo Entierro, la Virgen vuelve a salir en este caso para la procesión del Retiro y Silencio a las 22:30, la procesión por antonomasia de la ciudad de Semana Santa.

### Paso de palio
La Virgen de la Soledad de la Portería, fue la primera imagen de la Virgen María en procesionar bajo palio en el archipiélago canario.
La imagen de la Virgen procesiona en un paso de palio de plata repujada, siendo sus varales y crestería del mismo metal. Este paso de palio es obra del orfebre Manuel Sánchez Jiménez que desde la ciudad de Sevilla, vino traído por el Cabildo Insular de Gran Canaria, para la realización de este trabajo importante. El artista montó su taller en unas de las dependencias del palacio insular.
La parte baja del paso de palio estuvo terminada para la salida procesional de la Semana Santa de 1958 y los varales y el remate del palio se estrenaron en 1960. En la delantera del paso se encuentra el escudo del Cabildo Insular de Gran Canaria y en los respiraderos se encuentran representadas las escenas de la pasión de Cristo. Es importante reseñar que este orfebre fue quién realizó la corona de la coronación canónica pontificia de la Virgen de la Soledad.

## Devoción actual en las Islas Canarias
La Virgen de la Soledad es una de las imágenes de mayor arraigo devocional de la ciudad de Las Palmas de Gran Canaria, gozando también de una especial devoción en otras islas Canarias:

### Derivaciones de Nuestra Señora de la Soledad de la Portería

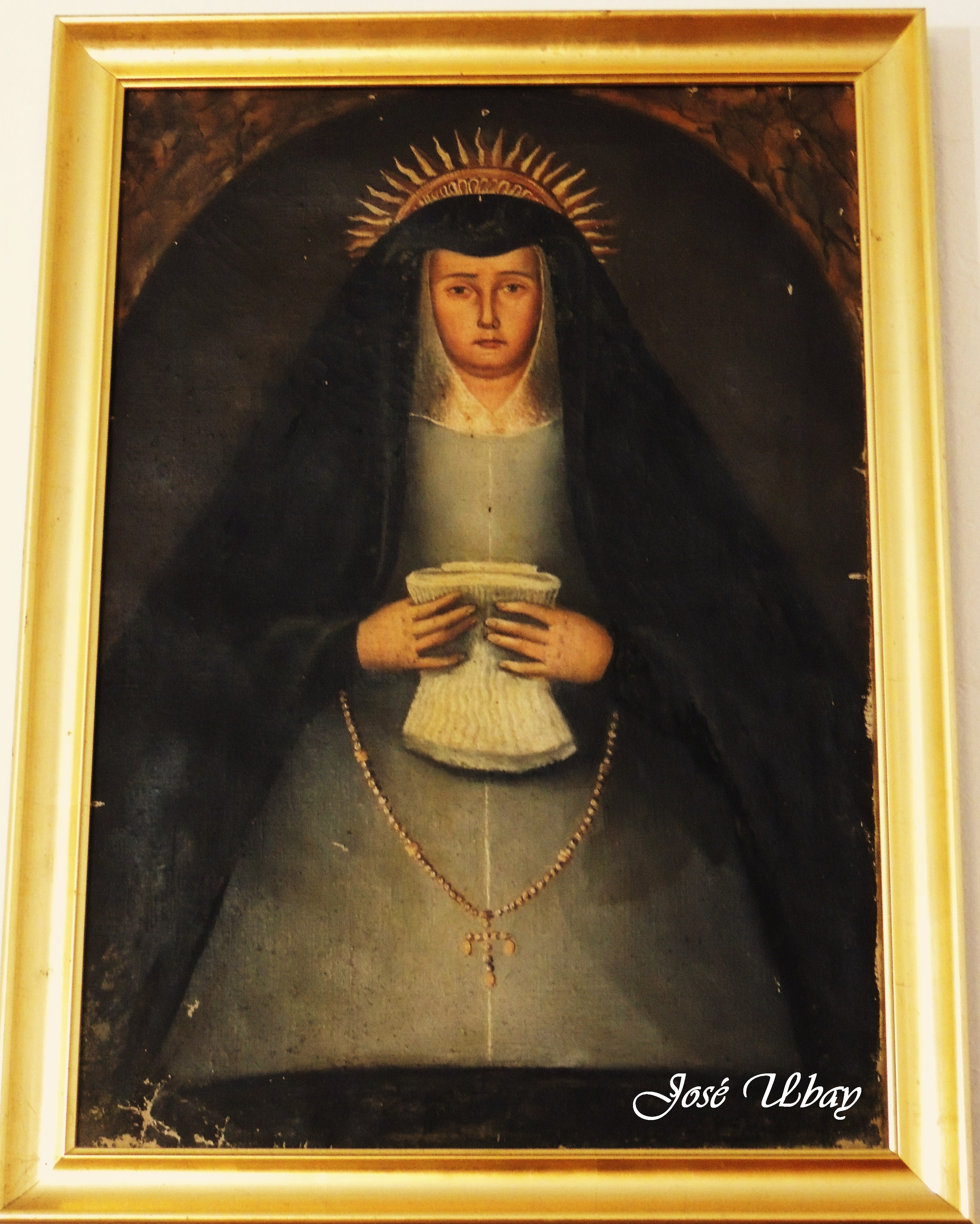
Vera efigie de Nuestra Señora de la Soledad de la Portería de Las Palmas, que se venera en la parroquia de san Juan Bautista de San Cristóbal de La Laguna en Tenerife.

Aunque su santuario principal se encuentra en la ciudad de Las Palmas de Gran Canaria, la Virgen de la Soledad de la Portería es igualmente venerada en otros municipios de la isla de Gran Canaria y de otras islas, como Tenerife, en otras imágenes consideradas derivaciones de la suya y veras efigies que reproducen su sagrada imagen:
- Gran Canaria:
  - Telde: En la basílica de san Juan Bautista de la ciudad de Telde se venera a Nuestra Señora de la Soledad imagen realizada en 1787 por José Luján Pérez por encargo de la cofradía de Nuestra Señora de la Soledad de la iglesia conventual de san Francisco de Asís de Telde, cofradía fundada con los mismos estatutos que la Cofradía de Nuestra Señora de la Soledad de la Portería de Las Palmas de Gran Canaria. Esta imagen se veneró hasta la década de 1960 en la iglesia de san Francisco de Asís y debe su advocación a la Virgen de la Soledad venerada en la parroquia de san Francisco de Asís de la ciudad capitalina. En su altar suele lucir una especie de delantal blanco respondiendo a su origen iconográfico.[24]
  - Santa María de Guía: En la parroquia Matriz de Santa María de Guía se venera a Nuestra Señora de los Dolores imagen realizada en 1795 también por el escultor de esta localidad, José Luján Pérez la sagrada imagen responde a la iconografía de la Virgen de la Soledad de la Portería, siendo ataviada con la vestimenta propia de la imagen venerada en la ciudad capitalina, vestimenta compuesta por: saya y manto de color negro y delantal blanco.

- Tenerife:
  - San Cristóbal de La Laguna: En la parroquia de san Juan Bautista de la ciudad de los Adelantados se venera un lienzo que responde a una vera efigie de Nuestra Señora de la Soledad de Las Palmas de Gran Canaria, se desconoce el autor de la obra, realizada posiblemente en el siglo XIX.

## Nuestra Señora de la Soledad de la Portería en la literatura canaria
A lo largo de la historia y de la especial devoción mariana que la ciudad de Las Palmas de Gran Canaria siente por la Virgen de la Soledad han sido muchos los poetas que han querido dejar escrito para la posteridad diversos poemas dedicados a la Virgen de la Soledad, entre ellos quizás los más conocidos son los escritos por el poeta y escritor terorense, Ignacio Quintana Marrero aunque también merecen especial mención los escritos por Luis Benítez Inglott, Ignacia de Lara, Chona Madera,Claudio de la Torre, Luis Doreste Silva, María del Carmen Barber, Antonio Artiles, párroco de San Francisco de Asís y Juan del Río Ayala. A continuación se reproducen los poemas más sobresalientes dedicados a la Virgen de la Soledad.
- Soneto a la Virgen de la Soledad

Pasas muda, florosa y enlutada;
y al ver esa piedad con que me miras
sé que ruegas por mí y por mí suspiras;
por mí, que soy ceniza, polvo, nada.
.
Dame tu llanto lágrima sagrada,
para salvarme del mundo y sus mentiras.
Yo, pecador, hallo en la fe que inspiras
un consuelo a mi alma atormentada.
.
El Dolor es contigo, y me arrepiento
de ser causa de él, por tener parte,
pues soy hombre y culpable en el delito
de alzar la cruz, y en mi interior la siento.
Mas su signo se trueca en mí baluarte
y tu dolor está en mi cruz inscrito.
.
Por Luis Benítez Inglott
- Procesión de "El Retiro"

En la noche solemne y silenciosa
como sumida en religioso anhelo,
el clarinete con gemir de duelo
dice en el aire su canción llorosa.
.
Se ve avanzar la imagen milagrosa,
prendida de las manitas el pañuelo,
y del manto de rico terciopelo
envuelta en la negrura suntuosa.
.
Bajo el palio magnífico y severo
destaca el porte señoril y austero,
y parece más triste en su tristeza
al vaivén de los cirios la Señora:
¡Esta es la noche en que la Virgen llora...
y esta es la noche en que Las Palmas reza!.
.
Ignacia de Lara. Al venerable cura párroco de San Francisco, Don Antonio Artiles, respetuosamente. 9, de abril de 1936.
- Tríptico de sonetos en la Coronación Pontificia de Nuestra Señora de la Soledad

I
La muy noble y leal ciudad mariana
Se congrega al amor de su casona
Y el oro del fervor se hace corona
Para ceñir tu frente soberana.
.
La visión de la reina castellana
En la isla se encuentra y perfecciona
Y a través de los siglos lo pregona
La humilde portería franciscana.
.
De aquella franciscana portería
Nació la portentosa romería
Que lleva hasta tu altar honda plegaría.
.
Y mira el rutilar de tu diadema
En donde brilla la encendida gema.
Del corazón de la ciudad canaria.
.
II
Virgen de la Ciudad, madre del llanto,
Arrebujada en luto y desconsuelo
Y en las manos la nieve del pañuelo,
Seguimos tu camino el Viernes Santo.
.
Junto a tu soledad, junto a tu manto
Que cobija el dolor de nuestro anhelo,
Va la ciudad llorando su desvelo,
Va la ciudad vertida en tu quebranto.
.
Cairasco - lyricen et vates - cante
En su esdrujúleo "Templo Militante"
La epifanía de tu sien ceñida.
.
Por la regia corona que Las Palmas
Cinceló con el oro de sus almas
Para hacerte su Reina dolorida.
.
III
¿Virgen de la Soledad dice la gente
Y estás siempre de amor acompañada?
¡Si es que Las Palmas siente, enamorada,
Que es de ti soledad estar ausente!
.
Juntos en soledad estás presente
Siendo luz invisible y voz callada
Que alumbra y grita, si la sombra errada
En soledad nos turba carne y frente.
.
Nuestra ciudad mariana y grancanaria,
En soledad contigo, solitaria
No está de tu materna compañía.
.
Juntos en soledad, reza y espera
Que seas de otra Puerta compañera,
Nuestra Señora de la Soledad de la Portería.
.
Ignacio Quintana Marrero. Alma Serena (1964).
- A la Santísima Virgen de la Soledad

Eres rosa de pálida blancura
Marfileña...sumida en el quebranto
De un pesar que te hiere tanto y tanto
Cual mar tempestuoso de amargura...
.
¡Virgen Santa!Tu celestial figura
en la tarde sin par del Viernes Santo
se lleva entre los pliegues de tu manto
la compasión de toda criatura.
.
¡Hay un dolor inmenso en tu mirada...
¡Tan hondo es ese abismo...cual ferviente
es el amor de tu alma torturada!
.
¡Y llevas en tus labios dibujada
el ansia de besar aquella frente,
con crueles espinas traspasada!
.
María del Carmen Barber. (Semana Santa de 1964).
- Noche de Viernes Santo

La ciudad se agrupa en torno a su Virgen y la acompaña en la noche de su pena.
Las sombras de las calles se van iluminando al paso tembloroso de la imagen.
En el cielo se encienden otras luces, y entre cielo y tierra la brisa del mar trae por encima de
las blancas azoteas el rodar de las olas.
Las puertas del templo, cuajadas de luz, se abren como ofreciéndole el único puerto seguro para
su congoja.
La Virgen se detiene.
Es la última vez que aguardará inútilmente a su Hijo antes de recogerse.
.
Claudio de la Torre a Nuestra Señora de la Soledad de la Portería.
- Señora y Madre de Las Palmas

¡Virgen de la Portería
Madre de la Soledad,
devuélvame tu bondad
aquel amor que tenía!
Madre que has llorado tanto
al hijo de tus amores
¡Te guarde bajo su manto
La Virgen de los Dolores!
No sé decirte en verdad
lo que venero y admiro,
tu procesión "del Retiro",
Madre de la Soledad.
Madre de la Soledad
ahora que me ves penando,
consuélame con piedad
¡Tú que estás siempre llorando!
.
Ignacia de Lara.
- Romance de la Virgen Marinera

A la memoria de mi madre de quién aprendí, las hermosas leyendas de Nuestra Señora de la Soledad.
Presurosa en la ribera,
una Señora enlutada,
Soledad de la Señora
sino fuera acompañada
porque la sigue una mula
con una caja pesada.
(...)
Soledad de la Señora
en la lejana ribera,
soledades de la nao
en medio de la tormenta
si no fuera acompañada
por una caja pesada
con una imagen sagrada
que flota sobre las aguas
cual un bajel de bonanza
porque por do ella pasa
la mar se aquieta y amansa.
(...)
Convento de San Francisco,
que un santo fraile fundara,
a orillas del Guiniguada,
frente al Real de Las Palmas:
-A vos, el Padre Guardián,
vengo a entregar esta caja,
con una imagen sagrada,
que una Señora enlutada,
desde Moguer os envía.
-Dejadla en la portería
y, decidme buen Maese,
¿cuanto monta vuestro flete?
(...)
Soledad de la Señora
si no fuera acompañada
por todo el pueblo canario
que ella lleva en su regazo
para ser su protectora
y en su mayor aflicción
servirle de mediadora.
(...)
¡Ay playas de Gran Canaria
con sus arenas doradas!
los marineros han dicho
que en las noches estrelladas
una Señora enlutada
por la ribera camina
y que el mar las olas paran
y que los peces se asoman
a la superficie clara
para verla caminar.
Juan del Río Ayala. Romance de la Virgen Marinera (1964).
- A Nuestra Señora de la Soledad

¿Dónde está en el negro de tu manto
el gozo del saludo de Gabriel?
¿Cómo la Alegría de Israel
Llenó tus ojos de incesante llanto?
Paseas, oh Señora, tu quebranto
-amargo más incluso que la hiel-
Llorando tú, por mí y por él,
Las faltas con que a diario os desplanto.
¡Oh Señora, que de tantas soledades
Comprendes el llanto sin explicación!
Traigo hoy a tus plantas las veleidades
Con las que este pobre corazón
-buscando tus sacrosantas bondades-
acompaña tu soledad junto a Colón.
Eduardo Duque (Tenerife, 2013).

## La Virgen en el arte

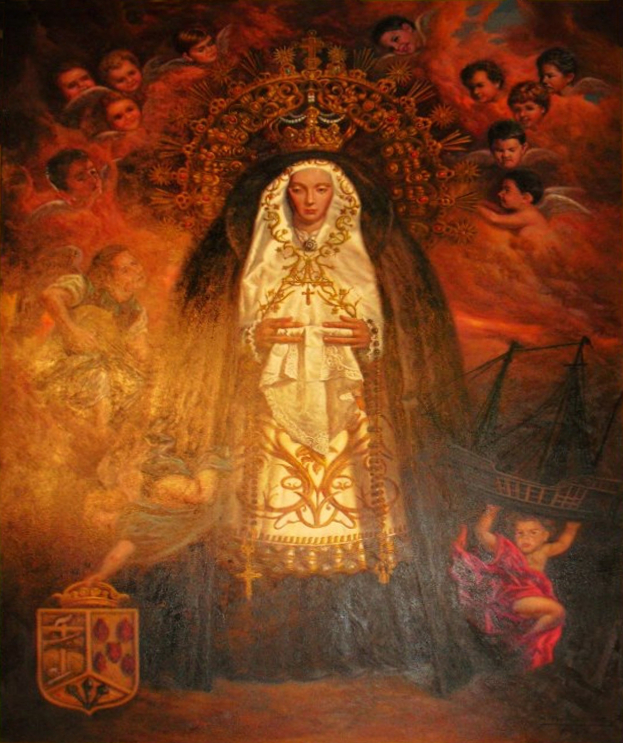
Lienzo de Nuestra Señora de la Soledad. 1999. Manuel Parreño Rivera. Parroquia de san Francisco de Asís, Las Palmas de Gran Canaria.

La Virgen de la Soledad ha sido objeto de inspiración para muchos artistas que han querido reproducir su sagrada imagen en lienzos y en imágenes:
- Nuestra Señora de la Soledad: Es posiblemente la vera efigie más antigua de la Virgen de la Soledad de la Portería y se venera en la Ermita de Nuestra Señora de los Reyes de la ciudad de Las Palmas de Gran Canaria.[25]  La vera efigie es una obra anónima y data del año 1752. A los pies de la imagen puede leerse la siguiente inscripción: «Este altar con esta Imagen dedicó su devota Francisca Rodríguez del Manzano a su costa; pide a los fieles la encomienden a Dios. Año de 1.752»[25]

- Nuestra Señora de la Soledad de la Portería: Grabado realizado entre 1836 y 1842 antes que la Virgen fuera trasladada de la portería a la iglesia conventual. Presenta varias similitudes con la vera efigie que de esta imagen se venera en la parroquia de san Juan Bautista de la ciudad de San Cristóbal de La Laguna en Tenerife. La Virgen aparece en su antiguo palio y en la parte inferior del grabado aparece la siguiente leyenda: "Verdadero Retrato de la Milagrosa Virgen de la Soledad de la Portería que se venera en su Capilla del estingido convento de San Francisco en la Gran Canaria".

- "La Virgen marinera" o "la Virgen y el grumete": Lienzo de grandes dimensiones que se conserva en la sacristía de la parroquia de san Francisco. Es obra de Manuel Parreño Rivera, natural de Huelva, quién lo realizó en 1999 con sus pies por eso el cuadro es considerado milagroso por realizarlo su autor con los pies. Cuando fue bendecido el cuadro, fue expuesto en el altar mayor de la parroquia y la Virgen de manera extraordinaria presidió su paso de palio.

- Nuestra Señora de la Soledad: Imagen de candelero, rostro y manos de madera policromados, mide 47 centímetros. Es obra del escultor natural de La Palma, Arsenio de las Casas Martín, realizada en la década de 1890, era propiedad de don José Miguel Alzola, quién la donó a la Archicofradía de la Soledad.

- La Virgen peregrina: Urna-capilla de procedencia inglesa, sobre peana sobredorada, custodia en su interior una pequeña imagen de 18 centímetros de Nuestra Señora de la Soledad, en porcelana, que iba por las casas de la ciudad de Las Palmas de Gran Canaria, de ahí su nombre.

- La Procesión: Este cuadro realizado en la década de 1990 se encuentra en la sala de Contaduría del Museo Diocesano de Arte Sacro de la Diócesis de Canarias que se encuentra dentro del recinto catedralicio de santa Ana. El cuadro evoca una famosa fotografía de la procesión del Entierro de Cristo con el paso de la Virgen de la Soledad al fondo y bajo palio.

- Nuestra Señora de la Soledad de la Portería: Relieve realizado en madera policromada a comienzos del siglo XX y que se encuentra en la Parroquia de Santa Brígida en Gran Canaria. La Santísima Virgen de la Soledad aparece retratada con un solio y su pañuelo entre las manos, el autor del relieve sólo realizó el busto de la santa imagen.

- Nuestra Señora de la Soledad en Vegueta: Obra del pintor Cirilo Suárez realizada en 1943. Aparece el paso de palio de la Virgen de la Soledad en su recorrido por Vegueta en la trasera de la catedral de Canarias en medio de una multitud donde predominan las señoras con la mantilla canaria.[9]

- Aleluya del Romance: La Virgen y el grumete: Dibujos de José Socorro Alonso realizados en 1995. Representan los cuatro momentos principales de la historia del prodigio de la Virgen de la Soledad y el grumete.[23]

- Serie de dibujos y cartel de la coronación canónica pontificia: Obras de Jesús Arencibia realizadas en 1964. Los dibujos representan la escena de la leyenda de la Virgen en Palos de la Frontera y la llegada de su imagen dentro de una caja donde se observan a un castellano presentando a la Virgen, un fraile de rodillas ante la imagen y otro de pie a su lado.Teniendo como fondo la portada de la portería y la emblemática espadaña del templo franciscano.[23] El cartel de la coronación canónica es una obra pictórica que recoge la silueta de la Virgen en su paso de palio. En la terminación del delantal de la Virgen se observa una torre, dos palmeras y dos canes como símbolos de la ciudad donde recibe culto la imagen.

- Nuestra Señora de la Soledad de la Portería: Vera efigie de la que se desconoce su autor, realizada posiblemente en el siglo XIX y que recibe culto en la parroquia de san Juan Crisóstomo en Tafira Baja (Las Palmas de Gran Canaria). La Santísima Virgen aparece en su antiguo palio de cajón y flanqueada por dos fanales sostenidos por ángeles.

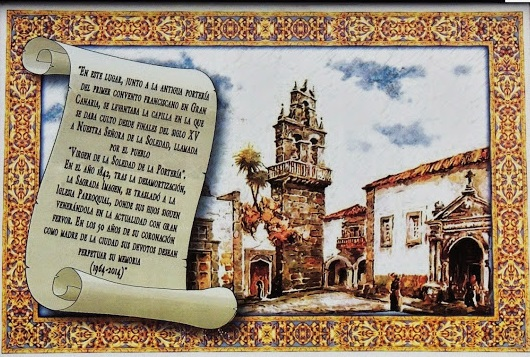
Texto que se encuentra a los pies del retablo conmemorativo de la Virgen de la Soledad de la Portería en el Cincuenta Aniversario de su Coronación Pontificia. Las Palmas de Gran Canaria, jueves, 10 de abril de 2014.

- Retablo cerámico conmemorativo del Cincuenta Aniversario de la Coronación: Con motivo de las bodas de oro de la coronación pontificia de Nuestra Señora de la Soledad se inauguró el jueves, 10 de abril en donde antiguamente se encontraba la portería del convento franciscano, frente a la conocida españada de san Francisco, un retablo cerámico costeado por los devotos de la Virgen y en el que se puede leer una breve reseña escrita por el párroco José Luis Guerra sobre la Virgen y dice así: "En este lugar, junto a la antigua portería del primer convento franciscano en Gran Canaria, se levantaba la capilla en la que se le daba culto desde finales del siglo XV a Nuestra Señora de la Soledad, llamada por el pueblo "Virgen de la Soledad de la Portería". En el año 1842, tras la desamortización, la Sagrada Imagen, se trasladó a la Iglesia Parroquial, dónde sus hijos siguen venerándola en la actualidad con gran fervor. En los cincuenta años de su Coronación como Madre de la Ciudad sus devotos desean perpetuar memoria (1964 - 2014)."

Existen otras obras referentes a Nuestra Señora de la Soledad de la Portería y que son veneradas en oratorios y casas particulares, no sólo en Las Palmas de Gran Canaria, sino en Canarias en general.

## Libros dedicados a la Virgen
- Alma Serena. (Ignacio Quintana Marrero, 1964). Esta obra incluye el tríptico de sonetos que el poeta compuso con motivo de la coronación canónica pontificia de la Virgen de la Soledad.[26]
- Romance a la Virgen Marinera. (Juan del Río Ayala, 1964)Escrito con motivo de la coronación canónica pontificia de la Virgen.
- Continuada señal. A Nuestra Señora de la Soledad de la Portería. (Chona Madera, 1970).
- La Virgen de la Soledad de la Portería. Historia y leyendas (José Miguel Alzola, 1995)[27]
- Florilegio de milagros apócrifos (José Miguel Alzola, 1995)[28]
- La Semana Santa de Las Palmas (José Miguel Alzola, 1989). Gran parte del libro dedicado a Nuestra Señora de Soledad y su Archicofradía.[29]
- Semana Santa. Las Palmas de Gran Canaria: textos e imágenes (Juan José Laforet con José Miguel Alzola, 2008).[30]
- La Novena de la Virgen de la Soledad (1761-2011)(P.A. Ramos, 2011).
- La Virgen de luto, indumentaria de las Dolorosas castellanas. (Fernández Merino,Eduardo. 2010) Dedica un capítulo completo a la imagen de la Virgen de la Soledad.[31]

## Patrimonio musical de la Virgen
A lo largo de los siglos la imagen de Nuestra Señora de la Soledad ha sido inspiración para la composición de marchas procesionales y para la música popular canaria, y desde 2009 cuenta con un himno llamado "Sola con tu Soledad".

### Marchas dedicadas a la Virgen
- Virgen de la Soledad (Antonio Hanna Rivero, 1996)
- Nuestra Señora de la Soledad (Mariano Fuertes, 2010)

### Himno de la Virgen
En el Novenario Cuaresmal del año 2009, se estrenó el Himno de Nuestra Señora de la Soledad de la Portería Coronada titulado "Sola con tu Soledad" fue compuesto por Antonio Alcalde.
Sola, con tu soledad nos acompañas, María,
también la Iglesia está sola
y espera en tu compañía. (Estribillo).
Tu maternal regazo quedó vació
cuando ya en el sepulcro dejaste al Hijo,
Virgen y Madre: deja que compartamos
dolor tan grande, dolor tan grande.
(Estribillo).
Aunque por tus mejillas caen las lágrimas,
tu corazón es nido de la Esperanza.
Madre y Señora: no queremos tu hijos
dejarte sola, dejarte sola.
(Estribillo).
Pasarán los tres días de ausencia larga
y llegará el domingo muy de mañana.
Al Hijo amado tú verás la primera,
resucitado, ¡Resucitado!
(Estribillo).

### En la música popular canaria
El compositor, periodista y escritor español, Néstor Álamo, dentro de su densa obra musical compuso la archiconocida canción llamada "El Cambullonero" haciendo referencia a Nuestra Señora de la Soledad al final de la segunda estrofa.
Ello se debe a la tradición que existe desde muy antiguo de invocar a la Virgen de la Soledad como protectora de los costeros o roncotes, los cuales al pisar tierra canaria iban a postrarse ante la Virgen en su santuario, la parroquia de san Francisco de Asís.
Esta canción se ha convertido en una de las más conocidas e interpretadas del folclore de Canarias.

## Galería fotográfica

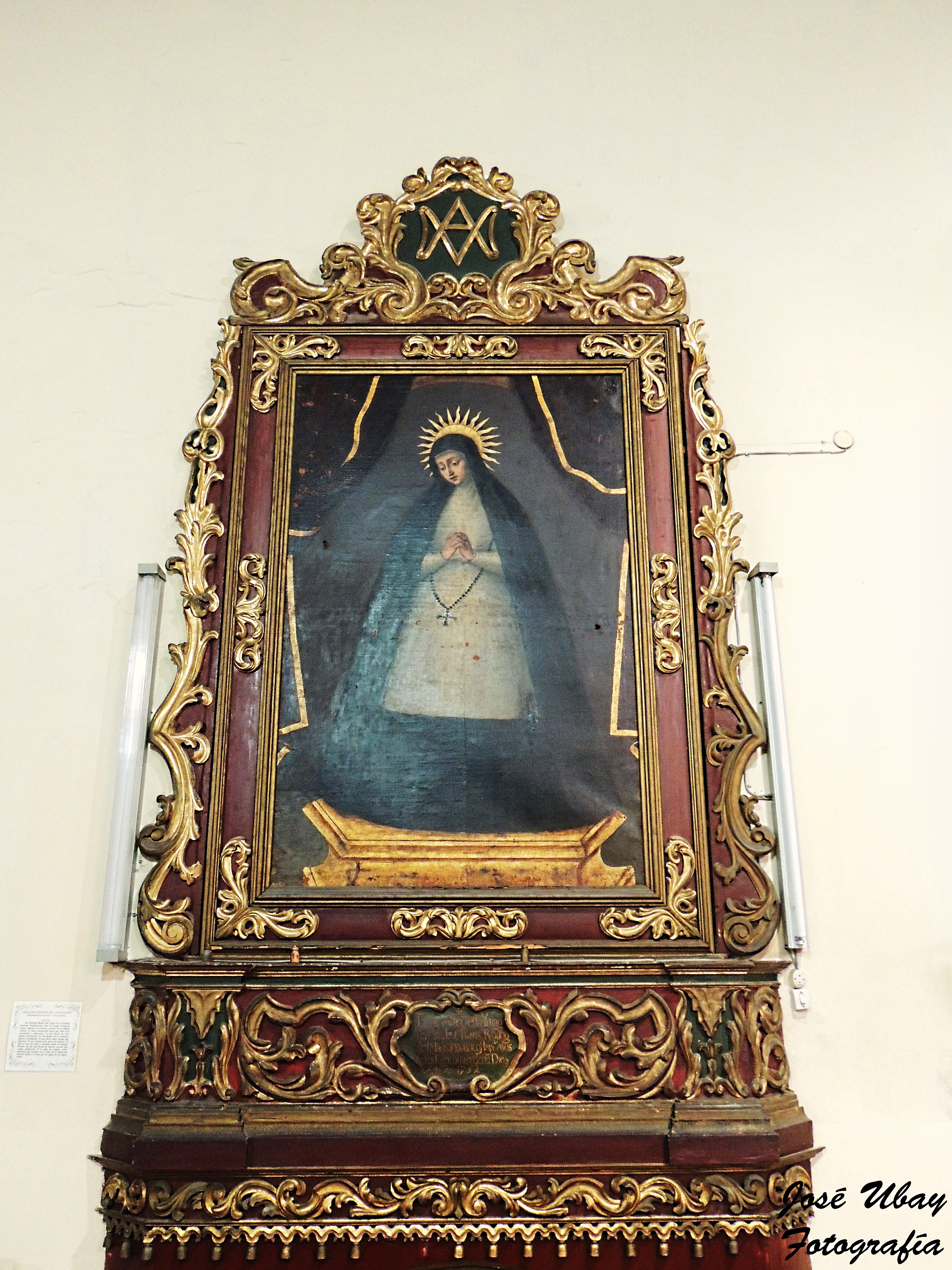
Vera efigie de Nuestra Señora de la Soledad venerada en la ermita de Nuestra Señora de los Reyes, Las Palmas de Gran Canaria.
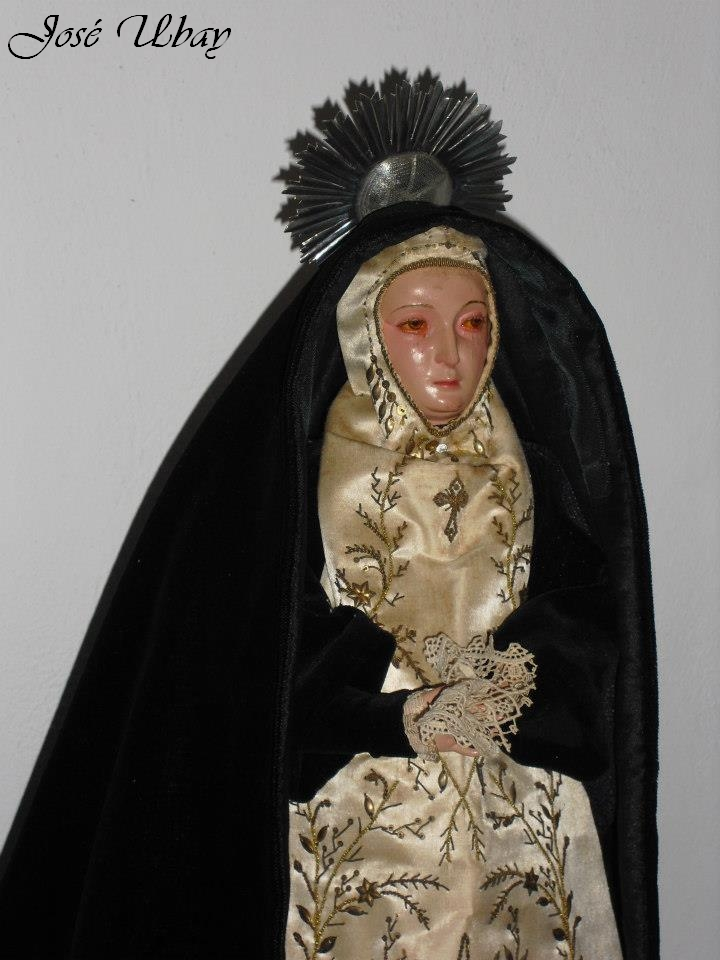
Nuestra Señora de la Soledad de la Portería, obra de Arsenio de las Casas Martín.
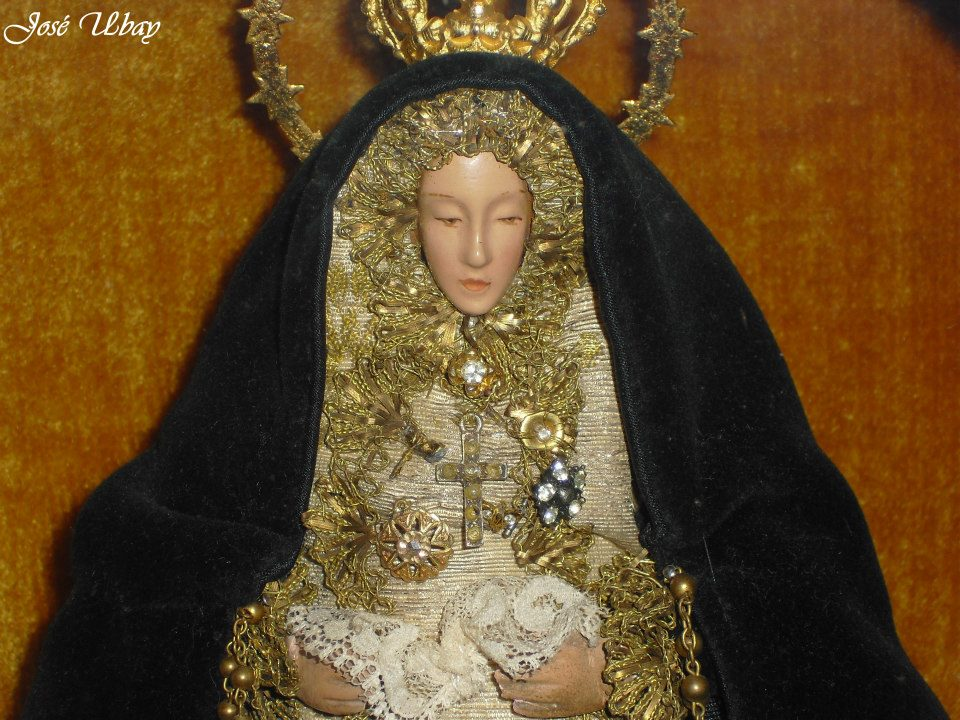
Nuestra Señora de la Soledad peregrina. Urna-capilla de procedencia inglesa.
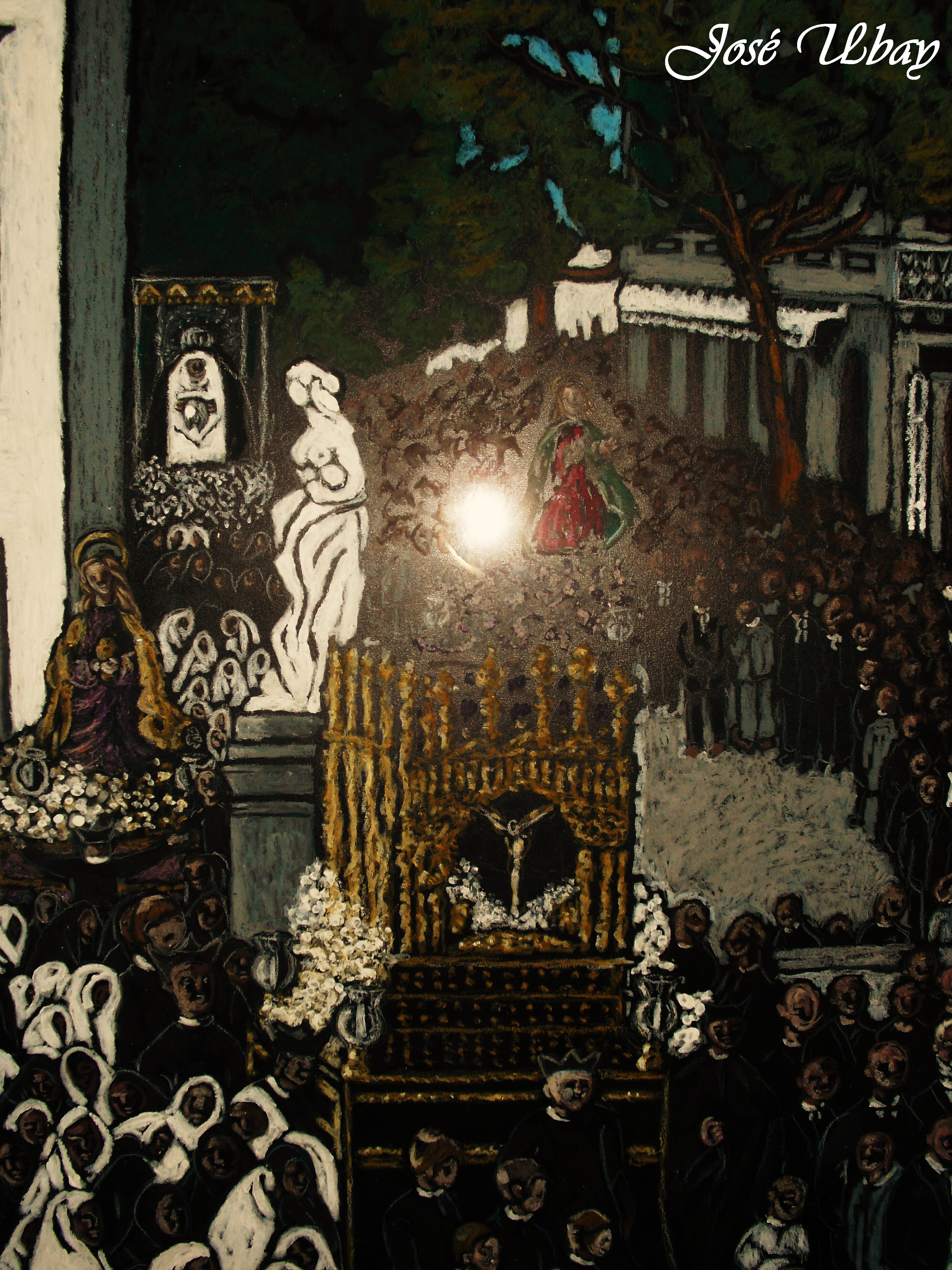
Cuadro de Nuestra Señora de la Soledad en la procesión del Santo Entierro que se conserva en el Museo Diocesano de Las Palmas de Gran Canaria.
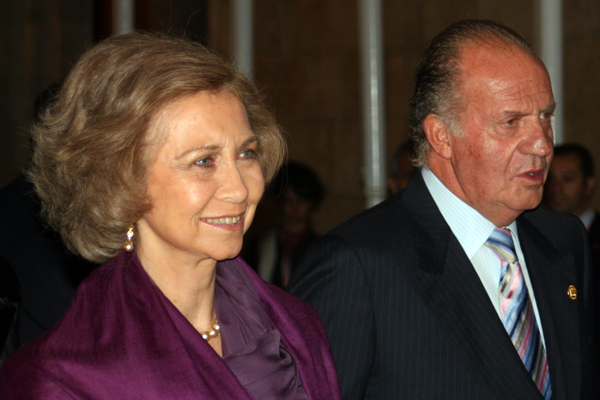
Doña Sofía de Grecia, Camarera Mayor de la Virgen de la Soledad de la Portería.
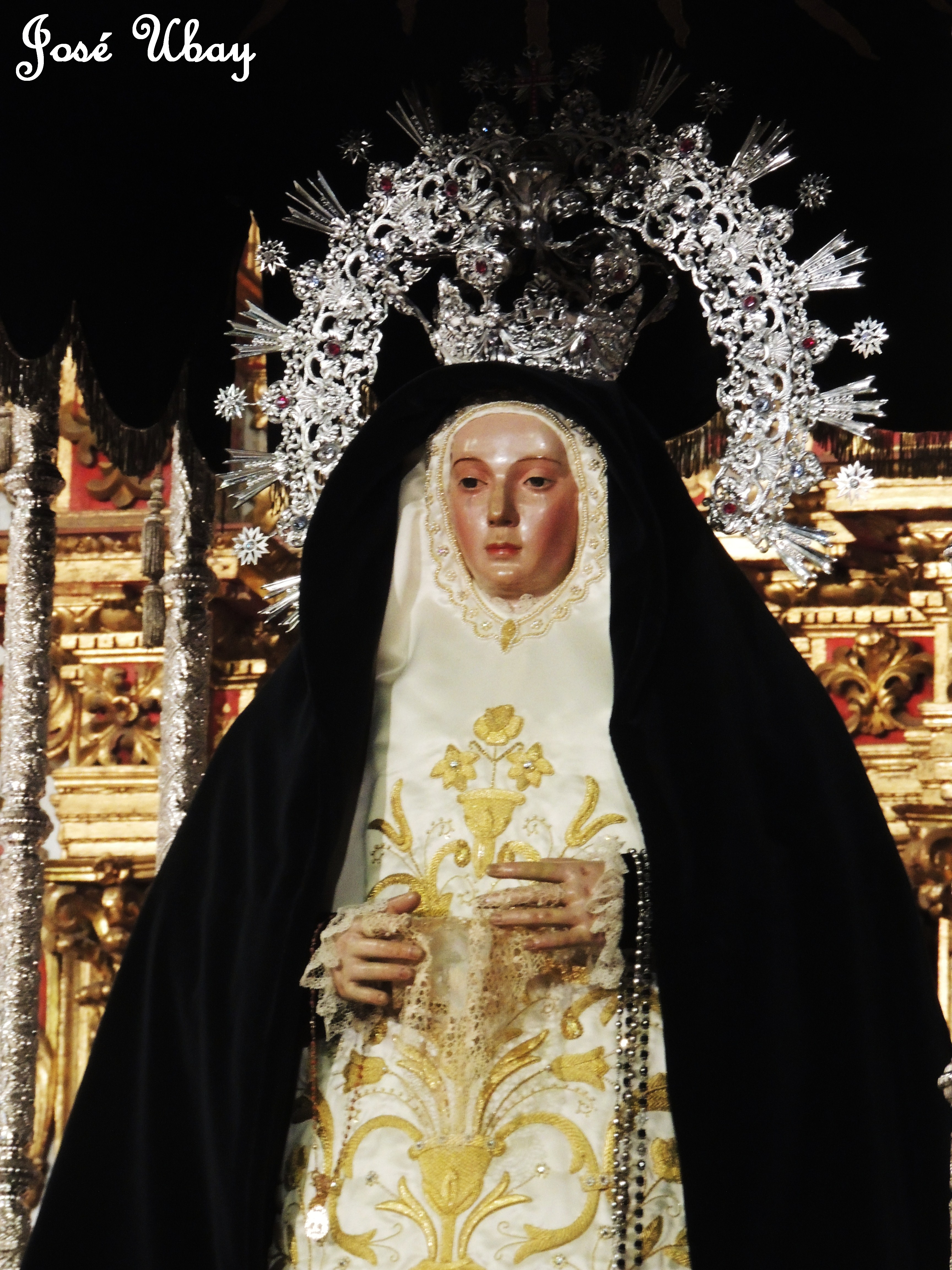
Nuestra Señora de la Soledad de la Portería en los actos centrales del cincuenta aniversario de su coronación pontificia. Marzo 2014.
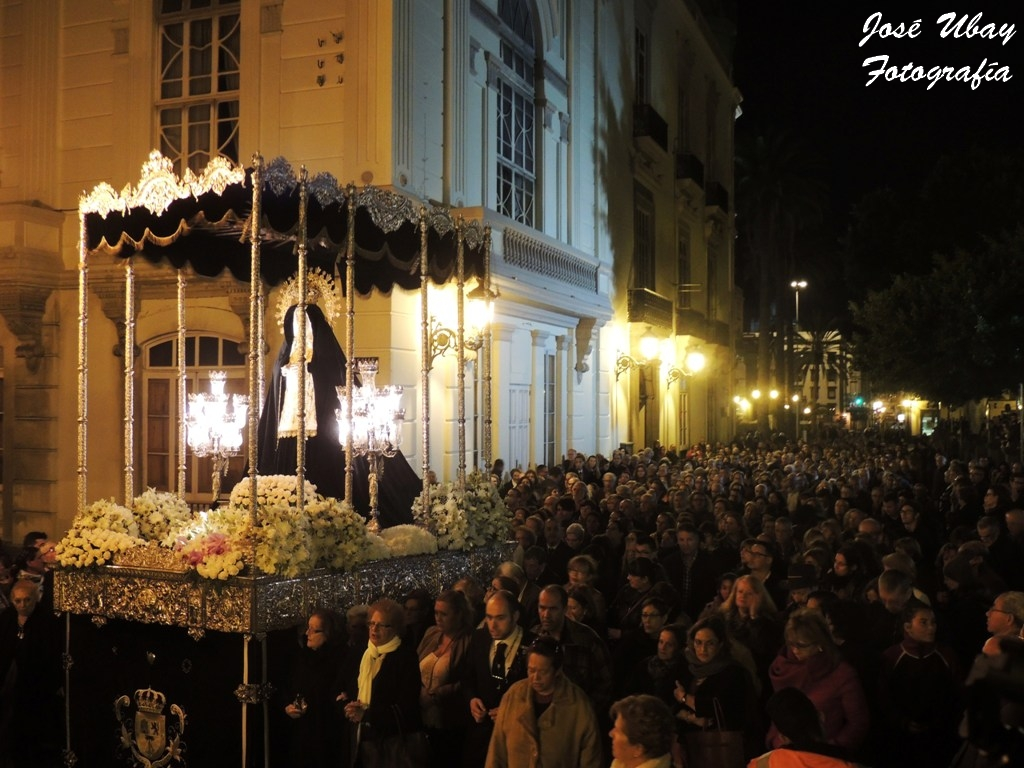
Salida Procesional del Retiro y Silencio de Nuestra Señora de la Soledad de la Portería.Las Palmas de Gran Canaria. Viernes Santo, 25 de marzo de 2016.